# RuPaul

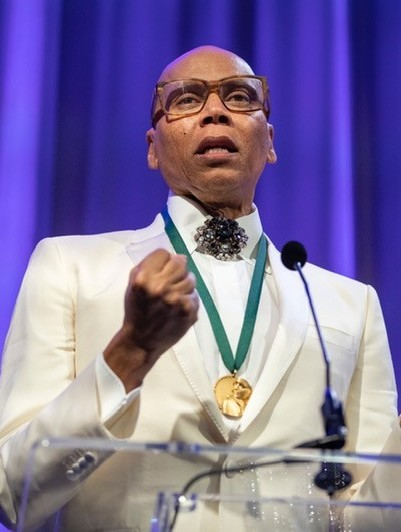
RuPaul bei der California-Hall-of-Fame-Zeremonie in Sacramento, Kalifornien (2019)

RuPaul (eigentlich RuPaul Andre Charles; * 17. November 1960, San Diego, Kalifornien) ist ein US-amerikanischer Schauspieler, Dance-Musik-Sänger, Singer-Songwriter und Moderator. Als Drag Queen erlangte er in den 1990er Jahren weltweite Berühmtheit. Nach seinem internationalen Durchbruch mit der Single Supermodel (You Better Work) trat er in vielen Fernsehprogrammen und Filmen auf und veröffentlichte mehrere Musik-Alben. Seit 2008 produziert und moderiert RuPaul die Reality TV-Show RuPaul’s Drag Race, für die er im September 2016 mit dem Emmy ausgezeichnet wurde. Vor allem als Drag Queen bekannt, tritt er auch in männlichen Rollen auf, meistens unter dem Namen RuPaul Charles.

## Biografie

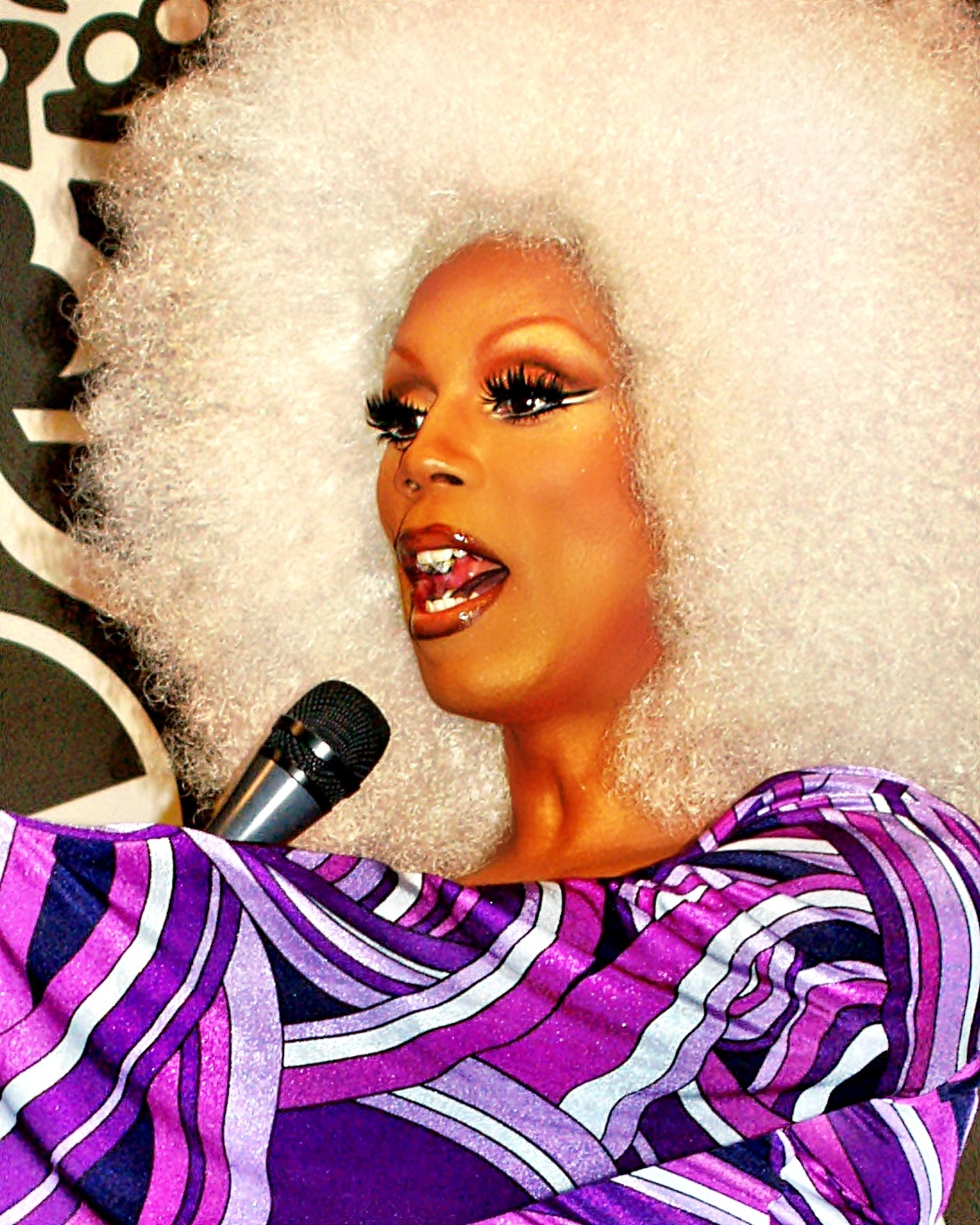
RuPaul (2007)

RuPaul wurde 1960 in San Diego als eines von vier Geschwistern geboren. Die Kindheit wurde durch die Scheidung seiner Eltern geprägt, nach der er gemeinsam mit seinen Schwestern bei seiner Mutter aufwuchs. Mit 15 Jahren zog RuPaul nach Atlanta, Georgia, um Theater zu studieren und war hier in den 1980er Jahren als Musiker und Filmproduzent tätig. Dort beteiligte er sich beim Underground-Film und half dabei, den Low-Budget-Film Starbooty zu entwickeln (und ein Album gleichen Namens). In den Blickpunkt der Öffentlichkeit geriet RuPaul 1989 mit einem Cameo-Auftritt in dem Musikvideo für die Hit-Single Love Shack von The B-52’s.
In den frühen 1990er Jahren wurde RuPaul eine Institution in der Clubszene von New York City und mehrfach von Partyveranstaltern und DJs zur Queen of Manhattan gewählt. In dieser Zeit begann er unter dem Namen RuPaul Charles in verschiedenen Nachtclubs aufzutreten, darunter häufig im Pyramid Club. Er wirkte auch für viele Jahre am jährlichen Wigstock-Dragfestival mit und trat in der Dokumentation Wigstock: The Movie auf. Es gibt im Internet viele von Nelson Sullivan gedrehte Videos aus dieser Zeit.
1993 veröffentlichte er sein erstes Musikalbum Supermodel of the World, wobei er mit dem Dancetrack Supermodel (You Better Work) auch den internationalen Durchbruch als RuPaul schaffte. Das Musikvideo wurde zu einer Zeit, in der Grunge und Gangsta-Rap populär waren, ein unerwarteter Erfolg auf MTV. Kurz danach nahm er im Duett mit Elton John dessen Lied Don’t Go Breaking My Heart neu auf, das es bis auf Platz sieben der UK-Charts schaffte und dort sein größter Erfolg war.
1995 unterzeichnete RuPaul einen Modelvertrag mit dem Unternehmen MAC Cosmetics, wodurch er zum ersten Drag-Queen-Supermodel wurde, und brachte seine Autobiographie mit dem Titel Lettin’ It All Hang Out heraus. 1996 erhielt er auf dem Fernsehsender VH1 seine eigene Talkshow The RuPaul Show, wo er Prominente wie Nirvana, Duran Duran, Taylor Dayne, Mary J. Blige, Beatrice Arthur, Dionne Warwick, Olivia Newton-John, Beenie Man, Bow Wow Wow, die Backstreet Boys und Chi Chi LaRue interviewte. Im selben Jahr brachte er sein zweites Album Foxy Lady heraus. Entgegen seiner zunehmenden Popularität scheiterte das Album in den Billboard 200.
Er hatte Gastauftritte in vielen Filmen, unter anderem in den beiden Kinofilmen Die Brady Family und Die Brady Family 2, der adaptierten ehemaligen Fernsehserie Drei Mädchen und drei Jungen, in der er Jan Bradys Eheberaterin Mrs. Cummings spielte.
1997 arbeitete er mit Martha Wash an einem Remake der klassischen Discohymne It’s Raining Men. In jener Zeit erschien er häufig in Werbungen im Fernsehsender WebEx und in Zeitschriften. Im selben Jahr brachte er ein Weihnachtsalbum mit dem Titel Ho, Ho, Ho heraus.
2001 nahm er gemeinsam mit Brigitte Nielsens Danceband Gitta den Eurodance-Track You’re No Lady auf. 2004 brachte RuPaul sein drittes Album Red Hot heraus. Das Album erzielte einigen Erfolg im Radio und in Clubs aber nur sehr geringe Presseaufmerksamkeit. 2006 erschien RuPauls viertes Album mit dem Titel ReWorked.
Am 20. Juni 2007 erschien der Soundtrack von Starrbooty auf iTunes in den Vereinigten Staaten. Eine CD-Version ist auf RuPauls offizieller Website verfügbar. Die Single Call Me Starrbooty wurde 2007 veröffentlicht und schaffte nicht den Einstieg in die US-Dance-Charts. Das Album enthält neue Lieder vom Sänger und Zwischenspiele mit Dialogen aus dem Film. Im Oktober 2007 erschien der Film auf DVD.
Mitte 2008 begann RuPaul die Arbeit an RuPaul’s Drag Race, eine Reality-Show, welche ab Februar 2009 auf dem Sender Logo ausgestrahlt wurde. Die Serie dokumentiert RuPauls Suche nach „Amerikas nächstem Drag-Superstar“.
Am 11. Februar 2009 erschien als Vorbote zum neuen Album die Single Cover Girl als Download bei iTunes. Das Album Champion folge am 24. Februar 2009. Im Mai 2009 moderierte RuPaul die NewNowNext Awards.

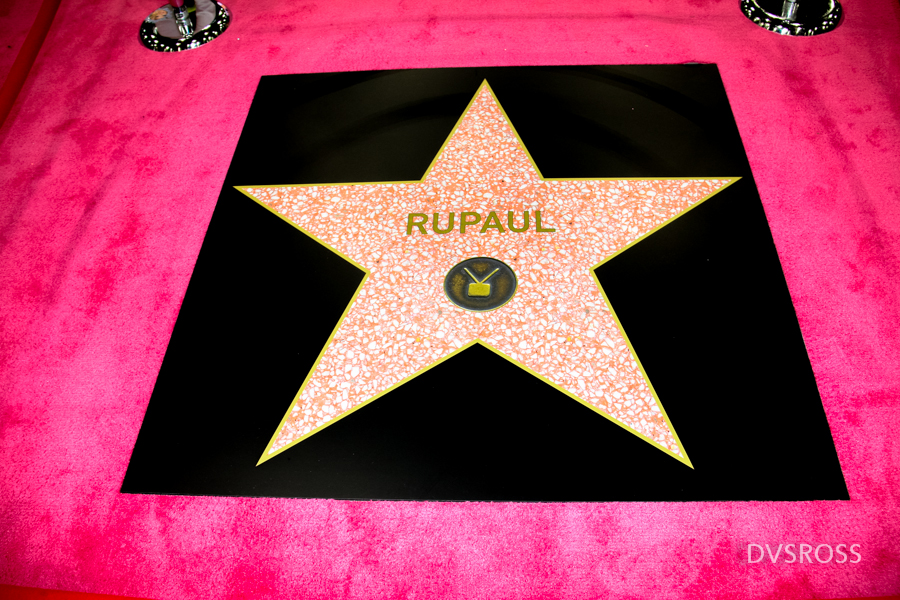
2018 bekam RuPaul als erste Drag Queen einen Stern am Hollywood Walk of Fame

Im November 2013 sang RuPaul zusammen mit Lady Gaga deren Song Fashion in der Muppet Show des Fernsehsenders ABC. Am 24. Februar 2014 erschien RuPauls Album Born Naked mit der Single Sissy That Walk, zu der das Musikvideo in der 6. Staffel von RuPaul’s Drag Race aufgenommen wurde. Das Album Realness folgte am 2. März 2015 zum Start der 7. Staffel von RuPaul’s Drag Race und enthält 15 Titel, darunter diverse Duette, zum Beispiel Die Tomorrow feat. Frankmusik. 2016 erschien das Album Butch Queen mit der Single U Wear It Well. In den Jahren 2016 und 2017 wurde RuPaul jeweils mit einem Emmy in der Kategorie Bester Realityshow-Moderator ausgezeichnet. Im Januar 2017 heiratete RuPaul seinen langjährigen Lebensgefährten Georges LeBar. 2017 listete das Nachrichtenmagazin Time RuPaul in der Time 100 als einen der „100 einflussreichsten Menschen der Welt“ auf. Am 16. März 2018 erhielt RuPaul als erster Drag-Performer der Welt einen Stern auf dem Hollywood Walk of Fame.

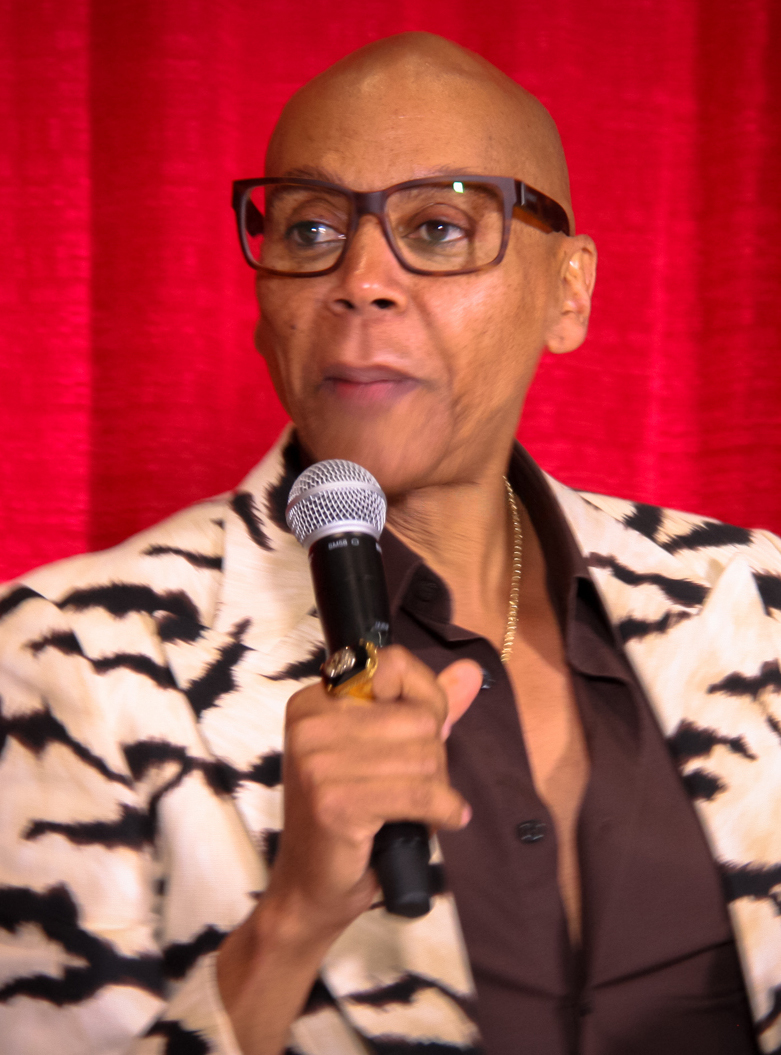
RuPaul auf der Dragcon (2019)

2020 wurde die gemeinsam mit Michael Patrick King entwickelte Serie AJ and the Queen ausgestrahlt, in der RuPaul auch die Hauptrolle spielt.
Bei der Primetime-Emmy-Verleihung 2021 wurde RuPaul mit seiner 11. Auszeichnung für Drag Race der meistausgezeichnete schwarze Künstler.

## Diskografie

### Studioalben
| Jahr | Titel Musiklabel Katalog-Nr.           | Höchstplatzierung, Gesamtwochen, AuszeichnungChartsChartplatzierungen (Jahr, Titel, Musiklabel Katalog-Nr., Platzierungen, Wochen, Auszeichnungen, Anmerkungen) | Anmerkungen                                                              |
| Jahr | Titel Musiklabel Katalog-Nr.           | US | Anmerkungen                                                              |
| ---- | -------------------------------------- | --- | ------------------------------------------------------------------------ |
| 1993 | Supermodel of the World Tommy Boy 1058 | US109 (6 Wo.)US | Erstveröffentlichung: 8. Juni 1993 Produzenten: Eric Kupper, Jimmy Harry |
| 2014 | Born Naked RuCo, Inc.                  | US85 (1 Wo.)US | Erstveröffentlichung: 24. Februar 2014 Produzent: Lucian Piane           |

Weitere Studioalben
- 1993: Everything You Always Wanted to Know About RuPaul *, * (But Were Afraid to Ask) (Tommy Boy 584)
- 1996: Foxy Lady (Rhino 72256)
- 1997: Ho, Ho, Ho (Rhino 72936)
- 2004: Red Hot (RuCo, Inc.)
- 2009: Champion (RuCo, Inc.)
- 2011: Glamazon (RuCo, Inc.)
- 2015: Realness (RuCo, Inc.)
- 2015: Slay Belles (RuCo, Inc.)
- 2016: Butch Queen (RuCo, Inc.)
- 2017: American (RuCo, Inc.)
- 2018: Christmas Party (RuCo, Inc.)
- 2020: You're a Winner, Baby (RuCo, Inc.)
- 2022: Mamaru (RuCo, Inc.)

### Soundtracks
- 1986: RuPaul Is: Starbooty! (FunTone USA 23)
- 2007: Starrbooty: Original Motion Picture Soundtrack (RuCo, Inc.)

### Kompilationen
- 1996: Drag Queen Superstar (Splitalbum mit Divine; Tralla 03)
- 1998: Rupaul’s Go-Go Box Classics (Rhino 75234)
- 2006: ReWorked (RuCo, Inc.)
- 2010: Drag Race (RuCo, Inc.)
- 2011: SuperGlam DQ (RuCo, Inc.)
- 2014: RuPaul Presents: The CoverGurlz (World of Wonder Records)
- 2015: RuPaul Presents: CoverGurlz2 (World of Wonder Records)
- 2015: Greatest Hits (RuCo, Inc.)
- 2016: Butch Queen: Ru-Mixes (RuCo, Inc.)
- 2017: Remember Me: Essential, Vol. 1 (RuCo, Inc.)
- 2017: Essential Vol. 2 (RuCo, Inc.)

### EPs
- 1985: Sex Freak
- 2005: Workout: The Rumixes
- 2012: Responsitrannity
- 2012: Live Forever Remixes
- 2012: Theme from Drag U
- 2012: (Here It Comes) Around Again
- 2012: Sexy Drag Queen
- 2012: If I Dream (Remixes)
- 2016: Butch Queen: RuMixes

### Singles
| Jahr | Titel Album                                                          | Höchstplatzierung, Gesamtwochen, AuszeichnungChartplatzierungen (Jahr, Titel, Album, Platzierungen, Wochen, Auszeichnungen, Anmerkungen) | Höchstplatzierung, Gesamtwochen, AuszeichnungChartplatzierungen (Jahr, Titel, Album, Platzierungen, Wochen, Auszeichnungen, Anmerkungen) | Höchstplatzierung, Gesamtwochen, AuszeichnungChartplatzierungen (Jahr, Titel, Album, Platzierungen, Wochen, Auszeichnungen, Anmerkungen) | Höchstplatzierung, Gesamtwochen, AuszeichnungChartplatzierungen (Jahr, Titel, Album, Platzierungen, Wochen, Auszeichnungen, Anmerkungen) | Höchstplatzierung, Gesamtwochen, AuszeichnungChartplatzierungen (Jahr, Titel, Album, Platzierungen, Wochen, Auszeichnungen, Anmerkungen) | Höchstplatzierung, Gesamtwochen, AuszeichnungChartplatzierungen (Jahr, Titel, Album, Platzierungen, Wochen, Auszeichnungen, Anmerkungen) | Anmerkungen |
| Jahr | Titel Album                                                          | DE | AT | CH | UK | US | Dance | Anmerkungen |
| ---- | -------------------------------------------------------------------- | --- | --- | --- | --- | --- | --- | --- |
| 1992 | Supermodel (You Better Work) / House of Love Supermodel of the World | DE100 (1 Wo.)DE | AT16 (8 Wo.)AT | — | UK39 (6 Wo.)UK | US45 (20 Wo.)US | Dance2 (18 Wo.)Dance | Erstveröffentlichung: Dezember 1992 A-Seite: feat. La Wanda Page Autoren: Jimmy Harry, Larry Tee / RuPaul Charles, Jimmy Harry            |
| 1993 | House of Love / Back to My Roots Supermodel of the World             | — | — | — | UK40 (2 Wo.)UK | — | Dance1 (12 Wo.)Dance | Erstveröffentlichung: Mai 1993 Autoren (B-Seite): RuPaul Charles, Eric Kupper, Jimmy Harry                                                |
| 1993 | A Shade Shady (Now Prance) Supermodel of the World                   | — | — | — | — | — | Dance1 (11 Wo.)Dance | Erstveröffentlichung: August 1993; feat. La Wanda Page Autoren: RuPaul Charles, Eric Kupper                                               |
| 1993 | Supermodel (You Better Work) / Little Drummer Boy –                  | — | — | — | UK61 (2 Wo.)UK | — | — | Erstveröffentlichung: Dezember 1993 B-Seite: amerikanisches Weihnachtslied                                                                |
| 1994 | Don’t Go Breaking My Heart Duets                                     | DE62 (7 Wo.)DE | AT25 (2 Wo.)AT | CH28 (5 Wo.)CH | UK7 (8 Wo.)UK | US92 (2 Wo.)US | Dance3 (14 Wo.)Dance | Erstveröffentlichung: Februar 1994; mit Elton John Autoren: Ann Orson, Carte Blanche Original: Elton John und Kiki Dee, 1976              |
| 1996 | I Will Survive Take Me Higher                                        | — | — | — | UK14 (4 Wo.)UK | — | Dance37 (7 Wo.)Dance | Erstveröffentlichung: Februar 1996 Diana Ross feat. RuPaul Autoren: Freddie Perren, Dino Fekaris Original: Gloria Gaynor, 1978            |
| 1996 | Snapshot Foxy Lady                                                   | — | — | — | — | US95 (5 Wo.)US | Dance4 (14 Wo.)Dance | Erstveröffentlichung: September 1996 Autoren: RuPaul Charles, Eric Kupper                                                                 |
| 1997 | A Little Bit of Love Foxy Lady                                       | — | — | — | — | — | Dance28 (8 Wo.)Dance | Erstveröffentlichung: Februar 1997 Autoren: RuPaul Charles, Joe Carrano                                                                   |
| 1997 | Celebrate Foxy Lady / Ho, Ho, Ho                                     | — | — | — | — | — | Dance31 (7 Wo.)Dance | Erstveröffentlichung: September 1997 Autoren: RuPaul Charles, Peter Lorimer, Richard Gonzalez                                             |
| 1997 | It’s Raining Men … The Sequel The Collection                         | — | — | — | UK21 (3 Wo.)UK | — | Dance22 (11 Wo.)Dance | Erstveröffentlichung: Dezember 1997 Martha Wash feat. RuPaul Autoren: Paul Shaffer, Paul Jabara Original: The Weather Girls, 1983         |
| 2004 | Looking Good, Feeling Gorgeous Red Hot                               | — | — | — | — | — | Dance2 (14 Wo.)Dance | Erstveröffentlichung: August 2004 Autoren: Assaf Amdursky, Craig Peterson, Darrell Martin, William Brown                                  |
| 2005 | WorkOut (Mixes) Red Hot                                              | — | — | — | — | — | Dance5 (13 Wo.)Dance | Erstveröffentlichung: März 2005 Remixe: Vasquez/Kupper/Blueroom/Carrano Autoren: John Madden, Eric Kupper, Frankie Knuckles, Robert Brown |
| 2006 | People Are People Red Hot                                            | — | — | — | — | — | Dance10 (12 Wo.)Dance | Erstveröffentlichung: Januar 2006 Autor: Martin Gore Original: Depeche Mode, 1984                                                         |
| 2006 | Supermodel (The Rumixes) ReWorked                                    | — | — | — | — | — | Dance21 (8 Wo.)Dance | Erstveröffentlichung: Juni 2006; feat. Shirley Q. Liquor Mixe: DJ BunJoe, Funky Junction, Oscar M., Craig C, Chris Castagno, Danny Blume  |
| 2009 | Cover Girl Champion                                                  | — | — | — | — | — | Dance16 (12 Wo.)Dance | Erstveröffentlichung: März 2009 Autoren: RuPaul Charles, Lucian Piane                                                                     |

Weitere Singles
- 1987: Ping Ting Ting (als RuPaul Andre Charles)
- 1991: I’ve Got That Feelin’
- 1991: The Rupaul High-Energy Megamix (inkl. Free Your Mind, House of Love, Thinkin’ Bout You, Everybody Dance, Supermodel)
- 1993: Everybody Dance
- 1993: House of Love
- 1993: Back to My Roots
- 1993: Little Drummer Boy
- 1994: Whatcha See Is Whatcha Get (vom Soundtrack Die Addams Family in verrückter Tradition)
- 1994: The Extravaganza Megamix
- 1995: Free to Be
- 1997: Funky Christmas
- 1999: Super (Promo)
- 2001: Say My Name (Discobrothers feat. RuPaul)
- 2001: You’re No Lady (vs. Gitta – Dance-Act um Brigitte Nielsen)
- 2007: Computer Love (NSA feat. RuPaul)
- 2007: Call Me Starrbooty
- 2007: Come 2 Me (Lucy Lawless feat. RuPaul)>
- 2009: Jealous of My Boogie
- 2009: Cover Girl (Put the Bass in Your Walk)
- 2010: Devil Made Me Do It
- 2010: Tranny Chaser
- 2011: Superstar
- 2011: Glamazon
- 2012: Peanut Butter (feat. Big Freedia)
- 2012: Sexy Drag Queen: Remixes
- 2012: Responsitrannity: Remixes
- 2012: (Here It Comes) Around Again: Remixes
- 2012: Theme from Drag U
- 2013: I Bring the Beat: Remixes (mp3-Single)
- 2013: Lick It Lollipop (feat. Lady Bunny)
- 2013: It’s Not Personal (It’s Drag)
- 2016: Read U Wrote U (Ellis Miah Mix) (feat. The Cast of RuPaul’s Drag Race All Stars, Season 2; AAC-Single; VÖ: 12. Oktober)
- 2021: Blame It on the Edit

### Weitere Werke
- 1999: Come (Text, gesungen von Martha Wash)
- 1999: Do the Right Thing (Don’t Do Me Wrong) (Text und Hintergrundstimme, gesungen von Ev-Va)
- 1999: Queer Duck (Titellied, Stimme von Lucky Duck)
- 2000: Bad Girl (unveröffentlicht, aufgenommen für das Album Notorious K. I. M. von Lil’ Kim)
- 2003: It’s Only Rock’n Roll (But I Like It) (Hintergrundstimme, gesungen von Siedah Garrett)
- 2004: Electric Ecstacy (Eklektica feat. RuPaul, erhältlich als Download)
- 2006: Come 2 Me (Lucy Lawless feat. RuPaul, erhältlich bei Lucy Lawless’ Fanclub)
- 2007: Computer Love (NSA feat. RuPaul, erhältlich als Download)

### Demos
Während des Jahres 2006 war eine Serie von Demos kurzzeitig als Download für die Fans auf der offiziellen MySpace-Seite von RuPaul abrufbar.
7. September 2006
- StarrBooty ’91 (Rare Demo)
- Free to Be (Steve Silk Hurley ’94)
- Love Your Funky Self (Steve Silk Hurley ’94)
- Don’t Walk Away (Steve Silk Hurley ’94)

11. Oktober 2006
- You’re No Lady (Spanische Version) (aufgenommen von RuPaul vs. Gitta)
- Say My Name (aufgenommen von DiscoBros. fea. RuPaul)
- You’re No Lady (Radio Edit) (aufgenommen von RuPaul vs. Gitta)

27. Oktober 2006
- Dog Done Bit’cha

10. November 2006
- Electric Ecstasy (Club Remix) (aufgenommen mit Eklektica)

## Bibliografie
- RuPaul: Lettin’ It All Hang Out, Hyperion, 1995, ISBN 978-0-7868-6156-9.
- RuPaul: Workin’ It!: RuPaul’s Guide to Life, Liberty, and the Pursuit of Style, It Books, 2010, ISBN 978-0-06-198583-6.
- The House of Hidden Meanings: A Memoir. Collins, New York 2024, ISBN 978-0-06-326390-1.

## Filmografie (Auswahl)
- 1987: RuPaul Is: Starbooty!
- 1994: Crooklyn
- 1995: Die Brady Family
- 1995: Wigstock: The Movie
- 1995: Blue in the Face – Alles blauer Dunst
- 1995: To Wong Foo, thanks for Everything, Julie Newmar
- 1995: Red Ribbon Blues – Geschäft mit dem Tod
- 1995: Die Bitte einer Mutter (A Mother's Prayer)
- 1996: Fled – Flucht nach Plan
- 1996: Die Brady Family 2
- 1996/1998: Nash Bridges (2 Folgen)
- 1998: Sabrina – Total Verhext (1 Folge)
- 1998: Game of Life (An Unexpected Life)
- 1998: Walker, Texas Ranger (1 Folge)
- 1999: EDtv
- 1999: Weil ich ein Mädchen bin (But I’m a Cheerleader)
- 1999: Rick & Steve: The Happiest Gay Couple in All the World (Kurzfilm)
- 2000: The Eyes of Tammy Faye
- 2000: Schmerzende Wahrheit (The Truth About Jane)
- 2000: For the Love of May
- 2001: Popular
- 2001: Jagd auf Mr. Tout (Who Is Cletis Tout?)
- 2004: Skin Walker
- 2005: Michael Lucas’ Dangerous Liaisons
- 2006: Top Chef (Staffel 1, Episode 2)
- 2006: Work It Girl: The Music Videos
- 2006: Zombie Prom
- 2007: Starrbooty
- 2008: Another Gay Sequel: Gays Gone Wild!
- 2009: Rick & Steve: The Happiest Gay Couple in All the World (1 Folge)
- 2010: Alles Betty! (1 Folge)
- 2013: Happy Endings (1 Folge)
- 2016: Hurricane Bianca
- 2017: 2 Broke Girls (1 Folge)
- 2017: Girlboss (6 Folgen)
- 2017: Broad City (3 Folgen)
- 2018: Show Dogs – Agenten auf vier Pfoten (Show Dogs) (Stimme)
- 2019: Grace and Frankie (Fernsehserie, 2 Folgen)
- 2019: Someone Great
- 2020: AJ and the Queen (Fernsehserie, 10 Folgen)
- 2020: Und jetzt: Die Muppets! (Muppets Now, Fernsehserie, 1 Folge)
- 2023: Nimona (Stimme von Nate Knight)